# Хамфри, Таша
Наташа Ладориан «Таша» Хамфри (англ. Natasha LaDorian "Tasha" Humphrey; род. 29 декабря 1985 года, Гейнсвилл, штат Джорджия, США) — американская профессиональная баскетболистка, которая играла в женской национальной баскетбольной ассоциации. Была выбрана на драфте ВНБА 2008 года в первом раунде под одиннадцатым номером командой «Детройт Шок». Играла на позиции центровой.

## Ранние годы
Наташа родилась 29 декабря 1985 года в городке Гейнсвилл (Джорджия) в семье Донни Хамфри, бывшего игрока НФЛ, и Бренды Хилл, а училась она там же в одноимённой средней школе, в которой выступала за местную баскетбольную команду.